# Arsin (Einheit)
Der Arsin war ein Längenmaß und die kleine Elle in Oberungarn, Siebenbürgen und verschiedenen adriatischen Küstenregionen. Diese Elle war der Nachfolger der alten Kaschauer Elle mit gleichen Werten. Arsin ist eng verwandt mit der neuhochdeutschen Arschin(e), dem russischen Ellenmaß Arśin.
- 1 Arsin = 267,50238 Pariser Linien = 60,34 Zentimeter (nach[E 1] = 58,44 Zentimeter[A 1])